# 笠原あかね
笠原 あかね（かさはら あかね、1958年5月8日 - ）は、日本の歌手。東京都中央区出身。血液型はAB型。 

## 来歴
1982年4月から3年間、NHK教育テレビで放送されていた「ワンツー・どん」に歌のお姉さんとして出演。「ワンツー・どん」で橙色の衣装を着て出演。

## 出演作品

### テレビ
- ワンツー・どん（歌のお姉さん、1982年4月 - 1985年3月）

| スタブアイコン | サブスタブ | この項目は、まだ閲覧者の調べものの参照としては役立たない、音楽関係者（バンド等）に関連した書きかけの項目です。この項目を加筆・訂正などしてくださる協力者を求めています（P:音楽/PJ:芸能人）。 |